# Neolaparus urundianus
Neolaparus urundianus är en tvåvingeart som beskrevs av Emile Janssens 1953. Neolaparus urundianus ingår i släktet Neolaparus och familjen rovflugor.
Artens utbredningsområde är Burundi. Inga underarter finns listade i Catalogue of Life.